# Jacob Jensen Hörup
Jacob Jensen Hörup, auch Jens Jacob Hörup, dänisch Jacob Jensen Hørup (* getauft am 6. Februar 1797 in Aalborg; † 17. Januar 1848 in Eutin) war ein dänisch-deutscher Maler, Lithograf und Zeichenlehrer.

## Leben
Jacob Jensen Hörup war ein Sohn des Zeichenlehrers Otto Mandrup Hörup und dessen Frau Engeline Lorentzdatter. Er wuchs im damals zum dänischen Gesamtstaat gehörenden Itzehoe auf. Ab 1818 studierte er an der Königlich Dänischen Kunstakademie in Kopenhagen. 1825 hielt er sich in Hamburg auf. Ab 1829 war er, unterstützt durch ein dänisches Regierungsstipendium, als Zeichenlehrer in Itzehoe tätig, später in Eutin.
1841, zu diesem Zeitpunkt in Eutin wohnend, heiratete er in Altona Johanna Wilhelmine Antonia, geb Dusch, die Tochter des Landschaftsmalers Anton Carl Dusch.
Von seinem Werk sind Ansichten von Plön und Eutin sowie Porträt-Lithographien erhalten.

## Werke
- Mappe mit Ansichten von Plön, nach Hörups Zeichnungen lithographiert von Siegfried Detlev Bendixen (1825)
- Mappe „Ansichten von Eutin und seiner Umgebung“ (1839)
- Ulrich von Baudissin (1840)
- Nicolaus Nielsen (1840)
- Christian Gottfried Poser (1843)
- Philipp Lindemann
- Friedrich Carl Völckers (1846)